# دالة غومبرتز
دالة غومبرتز (بالإنجليزية: Gompertz function)‏، وتعرف أيضا بمنحنى غومبرتز هي نموذج رياضي له تطبيقات في دراسة المتسلسلات الزمنية. هي ترسم منحنى تزايديا على شكل S، شبيه بمنحنى الدالة اللوجستية، ويختلف مع هذا الأخير بانعطافه المبكر مقارنة مع المنحنى اللوجستي.
سميت نسبة إلى الرياضياتي البريطاني بنيامين غومبرتز الذي عرف الدالة سنة 1925 خلال أبحاثه الديمغرافية: تمكن الدالة من نمذجة الحالات التي يكون فيها التزايد السكاني أسيا قبل أن يستقر بتزايد متباطئ دون تجاوز سقف معين.

## الصيغة
تعرف دالة غومبرتز بدلالة ثلاثة معاملات حقيقية {\displaystyle a}، {\displaystyle b} و{\displaystyle c} وتساوي بالنسبة ل {\displaystyle t\in \mathbb {R} }: {\displaystyle f(t)=ae^{-be^{-ct}}} بحيث:
- {\displaystyle a} هو المقارب (أو سقف الدالة): {\displaystyle \lim _{t\to \infty }ae^{-be^{-ct}}=ae^{0}=a}
- {\displaystyle b} للتحكم في إزاحة المنحنى على طول محور الأفاصيل.
- {\displaystyle c} معامل للتحكم في تسارع الدالة.
- {\displaystyle e} ثابتة أويلر.

نقطة التسارع الأقصى للدالة هي التي تحقق {\displaystyle {\frac {d^{2}}{dt^{2}}}f(t)=0} وتوافق {\displaystyle t_{max}=\ln(b)/c} ويبلغ تسارع الدالة عند هذه النقطة {\displaystyle \max \left({\frac {d}{df}}\right)={\frac {ac}{e}}}.

- تغير منحنيات غومبرتز حسب تغير المعاملات <math>(a,b,c)</math>
- حسب تغير {\displaystyle a}
- حسب تغير {\displaystyle b}
- حسب تغير {\displaystyle c}